# سعد الدولة سليمان بن هود
سيد (أو سعد) الدولة سليمان بن هود كان حاكم حديد لطوائف دانية في 1090-1092 ولاردة وطرطوسة في 1090-1099 م.
كان سليمان ابنًا وخليفةً لمنذر الحاجب. كان قاصرًا عند توليه العرش وكان تحت وصاية ثلاثة رجال من بني بطير، على الرغم من أن مذكرات عبد الله الغرناطي تذكر وزيرًا واحدًا. قام الحكام بتقسيم الطوائف فيما بينهم، حيث كان أحدهم يمتلك دانية، والآخر يمتلك طرسوسة، والآخر يمتك شاطبة.  وقد تفاوضوا على دفع جزية سنوية كبيرة (بارياس [الإنجليزية]) قدرها 50 ألف دينار إلى أمير الحرب السيد (رودريغو). كما تنازلوا أيضًا إلى السيد عن مدينتي لوسنة ومالطة [الكتالانية] وفيلافرانكا. كان لوزير جاتيفا قلعة تُسمى بنيصيدل [الكتالانية] هدمها بعد تقديمها إلى السيد بدلًا من الجزية. كان مقر إقامة سليمان في دانية.
في عام 1091 أو 1092، استولى المرابطون على دانية وجاتيفا. فرَّ سليمان إلى طرطوسة. وأحدث الدراهم المضروبة باسمه في دانية تعود إلى عام 1090 (483 هـ)، في حين أن التسلسل المضروب في طرطوسة يمتد من عام 1090 إلى عام 1099 (492 هـ). في عام 1092، زود سليمان قواته للسيد في حملته ضد غارسيا أوردونييز [الإنجليزية]. وفي وقت لاحق من ذلك العام، قامت أساطيل جمهوريتي جنوة وبيزا بالتعاون مع القوات البرية لأراغون وبرشلونة بحصار مدينة طرطوسة. فهُزموا، وتكبد الأراغونيون خسائر فادحة. استولى المرابطون على طرطوسة بعد فترة من استيلائهم على بلنسية في عام 1102.

## ملحوظات
1. ↑  Tibi 1986، صفحة 230. For Lleida, see Menéndez Pidal 2016، صفحة 285.
2. 1 2 3 4  Tibi 1986، صفحة 230.
3. ↑  Tibi 1986، صفحة 95.
4. ↑  Tibi 1986، صفحة 230; Menéndez Pidal 2016، صفحة 262.
5. 1 2  Menéndez Pidal 2016، صفحة 262.
6. ↑  Menéndez Pidal 2016، صفحة 277.
7. ↑  Seybold & Huici Miranda 1965 gives 1091, while Tibi 1986، صفحة 230, and Menéndez Pidal 2016، صفحة 297, give 1092.
8. ↑  Menéndez Pidal 2016، صفحة 287.
9. ↑  Viguera Molins 2000.

## فهرس
- Menéndez Pidal، Ramón (2016) [1934]. The Cid and His Spain. Routledge. ج. 1.
- Seybold, C. F.; Huici Miranda, A. (1965). "Dāniya". In Lewis, B.; Pellat, Ch.; Schacht, J. (eds.). The Encyclopaedia of Islam, New Edition, Volume II: C–G (بالإنجليزية). Leiden: E. J. Brill. pp. 111–112. ISBN:90-04-07026-5.
- Tibi، Amin T.، المحرر (1986). The Tibyān: Memoirs of ʿAbd Allāh b. Buluggīn, Last Zīrid Amīr of Granada — Translated from the Emended Arabic Text and Provided with Introduction, Notes and Comments. E. J. Brill. DOI:10.1163/9789004624207.
- Viguera Molins, María Jesús (2000). "Ṭurṭūsha". In Bearman, P. J.; Bianquis, Th.; Bosworth, C. E.; van Donzel, E.; Heinrichs, W. P. (eds.). The Encyclopaedia of Islam, New Edition, Volume X: T–U (بالإنجليزية). Leiden: E. J. Brill. pp. 738–739. ISBN:90-04-11211-1.